# Wilfredo Camacho
Wilfredo Camacho (ur. 21 czerwca 1935) – piłkarz boliwijski, defensywny pomocnik. Później trener.

## Piłkarz
Urodzony w Quillacollo Camacho w 1957 roku przeszedł z klubu Bata Cochabamba do klubu Municipal La Paz i wziął udział w eliminacjach do finałów mistrzostw świata w 1958 roku. Camacho zagrał w czterech meczach – dwóch z Argentyną i dwóch z Chile.
Wziął udział w turnieju Copa América 1959, gdzie Boliwia zajęła ostatnie, siódme miejsce. Camacho zagrał w sześciu meczach – z Urugwajem, Argentyną, Paragwajem, Brazylią, Chile i Peru.
Latem 1961 roku wziął udział w eliminacjach do finałów mistrzostw świata w 1962 roku. Camacho zagrał w obu meczach z Urugwajem.
Razem z klubem Municipal w 1961 roku zdobył mistrzostwo Boliwii, dzięki czemu wziął udział w turnieju Copa Libertadores 1962. Municipal zajął w grupie ostatnie, trzecie miejsce i odpadł. Jednym z dwóch rywali klubu był brazylijski klub Santos FC, gdzie grał król futbolu Pelé.
Jako piłkarz klubu Municipal wziął udział w turnieju Copa América 1963, gdzie Boliwia zdobyła tytuł mistrza Ameryki Południowej. Camacho zagrał we wszystkich sześciu meczach – z Ekwadorem (zdobył bramkę), Kolumbią, Peru (zdobył bramkę), Paragwajem, Argentyną (zdobył bramkę) i Brazylią (zdobył bramkę). Jako zdobywca czterech bramek był w turnieju drugim pod względem skuteczności reprezentantem Boliwii – lepszy od niego był tylko Máximo Alcócer.
Po mistrzostwach kontynentalnych razem z Ramiro Blacuttem przeniósł się do argentyńskiego klubu Ferro Carril Oeste, w którym rozegrał 22 mecze i zdobył 1 bramkę. W 1964 roku grał w kolumbijskim klubie Once Caldas.
W 1965 roku wrócił do ojczyzny, gdzie pomógł klubowi Municipal zdobyć tytuł mistrza Boliwii. Sukces ten pozwolił na udział w turnieju Copa Libertadores 1966, gdzie Municipal zajął 4. miejsce w 6 zespołowej grupie.
Jako gracz klubu Municipal wziął udział w turnieju Copa América 1967, gdzie Boliwia zajęła ostatnie, szóste miejsce. Camacho zagrał w trzech meczach – z Urugwajem, Wenezuelą i Chile.
Camacho słynął z niezwykle twardej gry.

## Trener
Po zakończeniu kariery piłkarskiej Camacho został trenerem – pracował w klubie Club The Strongest podczas międzynarodowego turnieju Copa Simón Bolívar 1976, a w 1983 roku doprowadził klub Club Bolívar do tytułu mistrza Boliwii.
Jako trener Camacho prowadził reprezentację Boliwii podczas turnieju Copa América 1983. Drużyna Camacho zajęła ostatnie, 3. miejsce w grupie trzeciej i odpadła z rozgrywek, remisując 2 mecze (1:1 na własnym boisku z Peru i 2:2 z Kolumbią na wyjeździe) oraz przegrywając dwa mecze (0:1 z Kolumbią u siebie i 1:2 z Peru na wyjeździe).
Kierował reprezentacją narodową podczas eliminacji do finałów mistrzostw świata w 1986 roku, gdzie Boliwia zajęła w swej grupie ostatnie, trzecie miejsce. Kierowany przez Camacho zespół rozegrał 4 mecze – 2 zremisował (1:1 u siebie z Paragwajem i 1:1 na wyjeździe z Brazylią) oraz 2 przegrał (0:2 u siebie z Brazylią i 0:3 na wyjeździe z Paragwajem).
Był trenerem reprezentacji podczas eliminacji do finałów mistrzostw świata w 1990 roku, gdzie Boliwia zajęła w grupie drugie miejsce, co nie wystarczyło do awansu. Drużyna Camacho wygrała 3 mecze (2:1 u siebie z Peru, 2:1 u siebie z Urugwajem i 2:1 na wyjeździe z Peru) i 1 przegrała (0:2 na wyjeździe z Urugwajem). Walkę o awans do włoskich finałów Boliwia przegrała z Urugwajem jedynie z powodu gorszego bilansu bramkowego.
Camacho pracował także w klubach 31 de Octubre La Paz, Club Always Ready, Chaco Petrolero La Paz, Bata Cochabamba, Magisterio Sucre oraz Universitario Sucre.